# Hannoversche Bibelgesellschaft

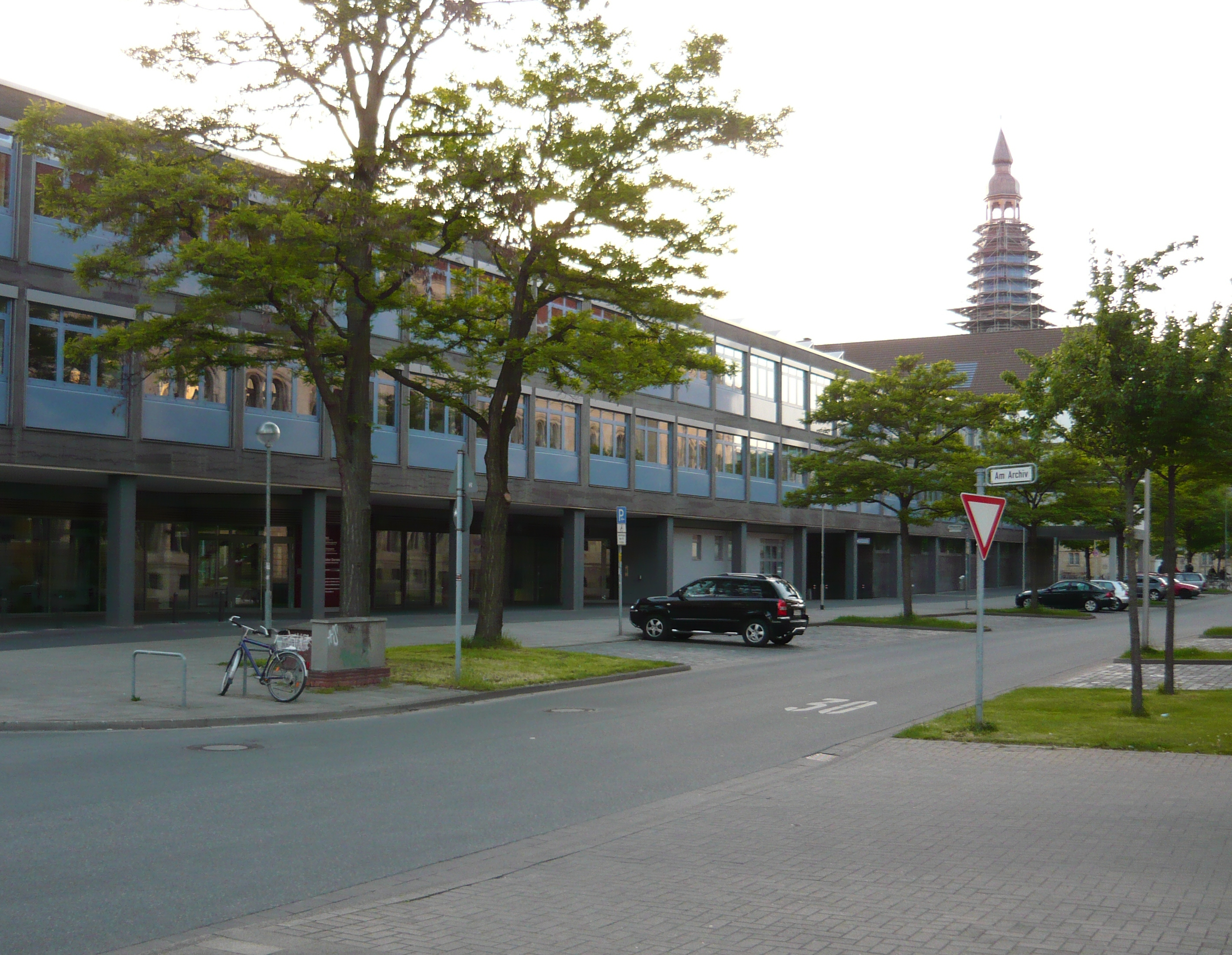
Haus kirchlicher Dienste der Evangelisch-lutherischen Landeskirche Hannovers, Sitz der Geschäftsstelle

Die Hannoversche Bibelgesellschaft e.V. wurde am 25. Juli 1814 gegründet. Sie ist die größte Bibelgesellschaft innerhalb der Deutschen Bibelgesellschaft. Der Sitz der Geschäftsstelle befindet sich im Haus kirchlicher Dienste der Evangelisch-lutherischen Landeskirche Hannovers.
Die Gründung der Hannoverschen Bibelgesellschaft erfolgte für das Königreich Hannover. Die Bibelgesellschaft ist bereits seit den Anfängen überkonfessionell und ökumenisch ausgerichtet. Das Gebiet der Hannoverschen Bibelgesellschaft erstreckt sich heute über 28 evangelische Kirchenkreise mit rund 1,6 Millionen Gemeindegliedern rund um Hannover, Lüneburg und Hildesheim. Insgesamt wurden bis heute eine Million Bibeln, Bibelteile oder Neue Testamente von ihr verteilt. Schwerpunkt der Arbeit ist die Bildungsarbeit mit Bibeln. Veranstaltungen werden regelmäßig in einem Programmheft und auf der eigenen Homepage veröffentlicht.
Die Hannoversche Bibelgesellschaft ist als eingetragener Verein organisiert. Organe des Vereines sind die Mitgliederversammlung und der Vorstand.
Die Hannoversche Bibelgesellschaft unterstützt das Ökumenische Netzwerk Bibel Niedersachsen.